# Leandro Montera da Silva
Leandro Montera da Silva (São Paulo, 12 februari 1985), ook wel kortweg Leandro genoemd, is een Braziliaans voetballer.